# Kraansluis
De Kraansluis (brug 300) is een vaste brug in Amsterdam-Centrum.
De brug is gelegen in de Prins Hendrikkade en voert over de monding van de Waalseilandgracht naar het Open Havenfront. De brug ligt in genoemde kade in het verlengde van brug 301 (Kolkwaterkering) en brug 299 (Hoofdbrug). In de aanloop naar de brug en aan de kade van de Waalseilandgracht, Kromme Waal staat het vol met rijksmonumenten. Aan de oostkant van de brug staat maar een gebouw en rijksmonument; het Scheepvaarthuis.
Tot de jaren 30 van de 17e eeuw lag hier water. Het was een binnenhaven met palen, ook wel Oude Waal genoemd. Een deel van die binnenhaven werd rond 1634 aangeplempt, het noordelijke deel bleef water. Al snel verrezen er gebouwen op het Waalseiland waardoor ook een brug noodzakelijk werd. Deze brug werd loodrecht over de ontstane gracht gelegd, zoals te zien is op een tekening van Balthasar Florisz. van Berckenrode uit 1657. Op de plattegrond van Frederik de Wit uit 1688 is een houten brug ingetekend, ook al is te zien, dat de doorvaart onder de brug maar een fractie is van de breedte van de gracht. Onder de brug lag dan voorts een sluis. Die brug en sluis, ook wel bekend als Kraanswaterkering, werd in 1681 aanbesteed door burgemeester Hudde, net als de eerder genoemde bruggen 299 en 301, om het getijdegevoelige water van het IJ buiten de stad te houden. In de wand van de brug is nog een plaquette te vinden met daarop de tekst: "De eerste steen van deze brug legt Josephus Huydecoper en Jonas Witsen J.S., soon en neef van de heeren, Johan huydecoper Heer van Maerseveen etc. en Nicolaes Witsen, Burgemeester in ’t Yaar 1682 den XVII maart". Op de kaart van Gerrit de Broen uit 1737 is die brug nog steeds zichtbaar en werd al aangeduid als Kraans Sluis tussen Camper Hooft en Nieuwe Waals Eylandt (later Buitenkant). Ook de naamgever van de brug De Groote Kraan, die van 1643 tot 1841 masten op schepen zette en steenblokken en geschut laadde en loste, is ingetekend. De brug ligt dan over de Waals Graft. In 1775 moeten de sluisdeuren nog vervangen worden. Vlak daarvoor tekende Hendrik Tavenier het complex in 1766.
De moderne geschiedenis van de brug begint in 1872. De sluis heeft door de komst van de Oranjesluizen haar functie als sluis verloren en de dan aanwezige houten brug moet vervangen worden. Een beweegbare brug is dan ook zinloos geworden, er vindt hier geen grote scheepvaart meer plaats; bovendien is een vaste brug goedkoper (geen bediening etc.) en kwam de tram eraan. Er kwam een vaste brug, waarover sinds 1879 de paardentram naar de monding van de Schippersgracht voerde. In 1893/1894 werd de brug verstevigd en ook verbreed en opnieuw in 1903/1904, want de elektrische tram kwam er aan. In dit geval was het de beurt aan tramlijn 13 en later tramlijn 19; zij zouden tot 1938 dienst doen. Willem Witsen legde die brug vast in het voorjaar van 1913. Doordat het plan "Voorlopig schema van verkeersverbeteringen in de binnenstad" (1931) de Prins Hendrikkade als hoofdroute aanwees, kwam er steeds meer verkeer, waarop alle bruggen op die route aangepast moesten worden aan de toenemende vraag. De Kraansluis ontsprong de dans, toch was zij in verband met de tram al tot 14 meter breed. Aanpassing werd pas noodzakelijk nadat de plannen voor de IJtunnel definitieve vorm kregen en de toegangswegen daarnaartoe verbreed moesten worden. Er kwam een nieuwe brug van meer dan 40 meter breed, die deels geplaatst werd ten noorden van de oude brug. Daarbij werd de bocht afgestoken. Die brug ligt dan ook danig in de weg, als Amsterdam begint aan de bouw van de metro. Om caissons te bouwen en te plaatsen werd de Waalseilandgracht hier ter plaatse gedempt voor caissonbouw op zand. Ook de brug kwam “droog te staan” en werd gedeeltelijk gesloopt. Die werkzaamheden eindigden in april 1987 en toen werd de brug in oude glorie hersteld.       
In 2018 ligt er een relatief brede brug, die over een smal water voert. Van noord naar zuid ligt er een breed wandelpad langs de kade, een vrije busbaan, een vluchtheuvel, twee rijstroken de stad in, opnieuw een vluchtstrook dan wel verdrijvingsvak, twee rijstroken de stad uit, een twee-richtingenfietspad en een wandelpad. Onder het wegdek liggen opslagruimten.

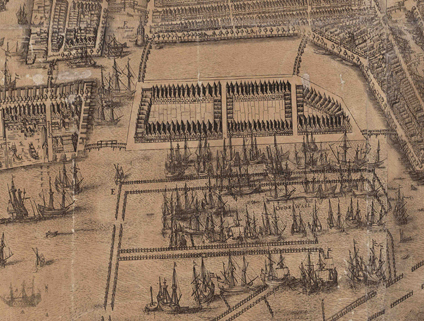
Waalseiland met rechts brug 300 (1657)
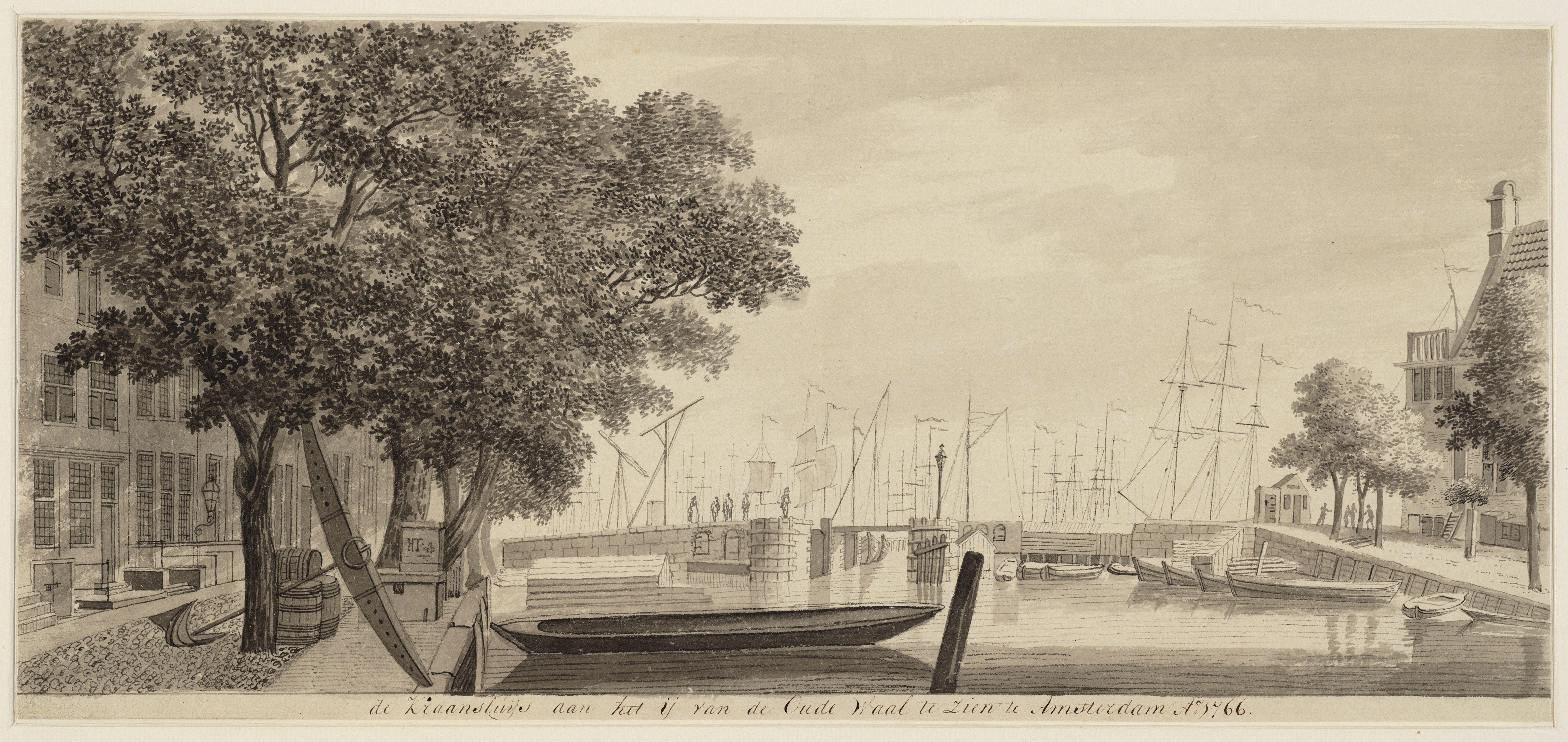
De brug met links de kranen door Tavenier (1766)
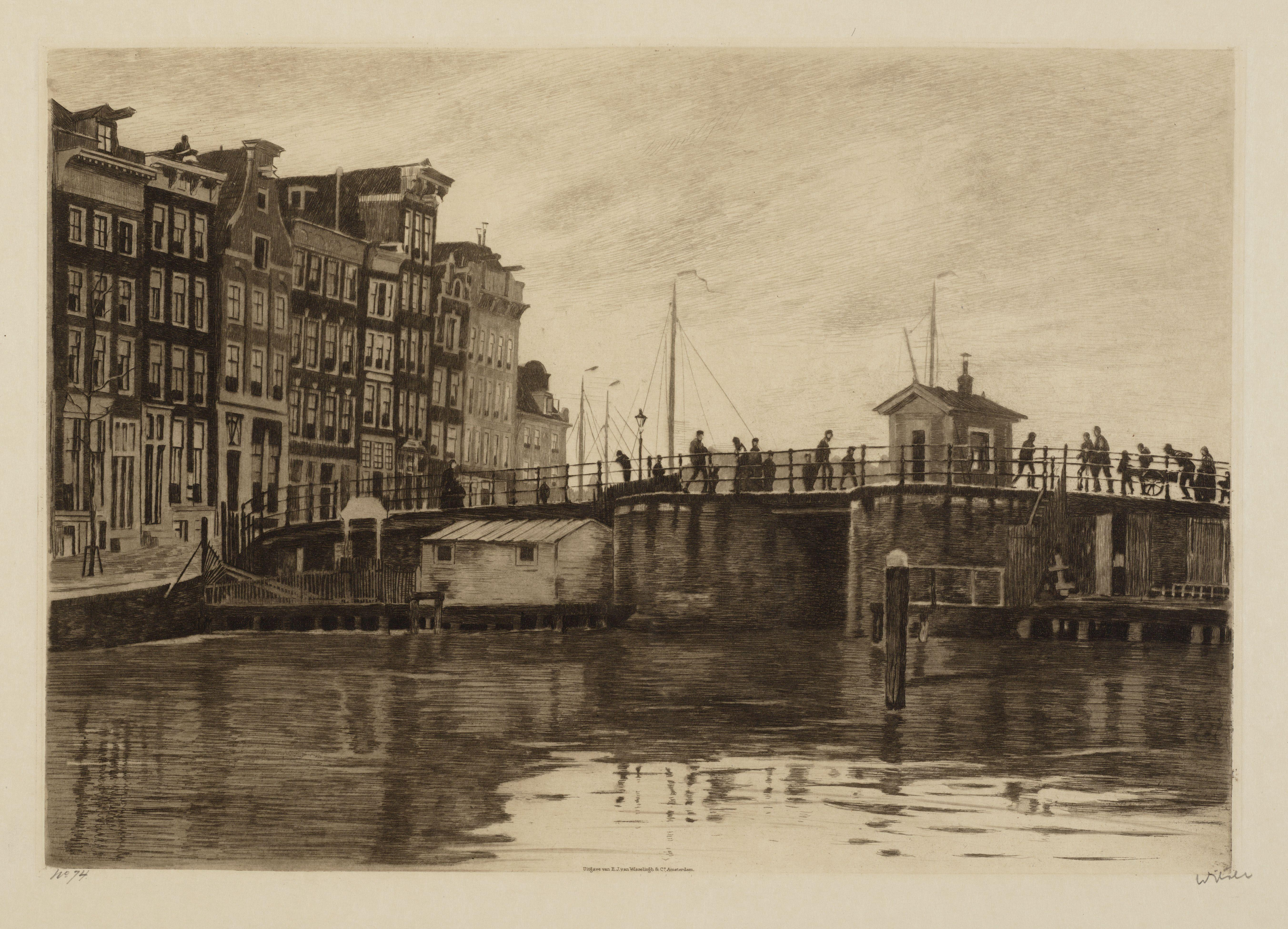
De brug door Witsen (1913)
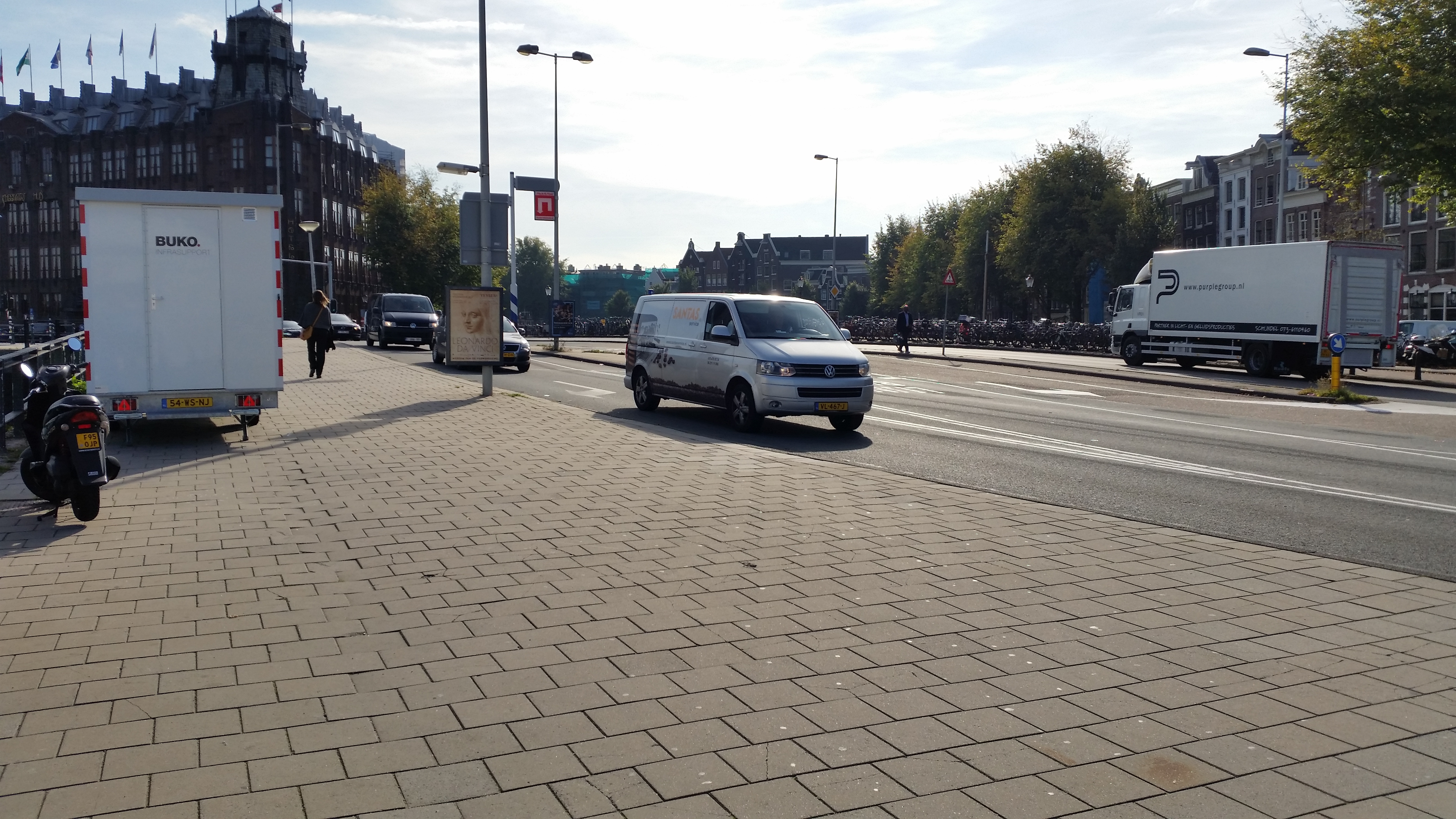
De Kraansluis in 2018

<<< · 300 · 301 · 302 · 303 · 304 · 305 · 306 · 307 · 308 · 309 · 310 · 311 · 312 · 313 · 314 · 315 · 316 · 317 · 318 · 320 · 321 · 322 · 323 · 324 · 325 · 327 · 328 · 330 · 331 · 332 · 333 · 334 · 335 · 336 · 337 · 338 · 339 · 340 · 341 · 342 · 343 · 344 · 345 · 346 · 347 · 348 · 349 · 350 · 351 · 352 · 353 · 354 · 355 · 356 · 357 · 358 · 359 · 360 · 361 · 362 · 363 · 364 · 365 · 366 · 367 · 368 · 371 · 372 · 373 · 374 · 375 · 376 · 377 · 378 · 379 · 380 · 381 · 382 · 383 · 385 · 386 · 387 · 388 · 389 · 390 · 391 · 392 · 393 · 394 · 395 · 396 · 397 · 398 · 399 · >>>
Brugnummers 319, 326, 329 (tijdelijke duiker in de Ringspoordijk), 369, 370, 384 zijn niet (meer) vergeven.